# Non dite alla mamma che faccio la segretaria
Non dite alla mamma che faccio la segretaria - Memorie di una ragazza normale alla corte del re dell'hard è un romanzo autobiografico di Debora Attanasio, edito da Sperling & Kupfer nel 2013.
Il libro è stato ripubblicato da Sonzogno a partire dall'11 febbraio 2025 con il titolo Diva Futura e due nuovi capitoli pochi giorni dopo dell'uscita nelle sale dell'omonimo film diretto da Giulia Louise Steigerwalt.

## Descrizione
Il libro narra tramite gli occhi di Debora il mondo dell'agenzia di casting e produzione Diva Futura di Riccardo Schicchi e tutto ciò che ruotava attorno.
Il libro contiene anche una dedica A Riccardino e Mercédesz riferito ai figli di Riccardo Schicchi ed Éva Henger a cui Debora Attanasio è molto legata.

## Adattamento cinematografico
Nel 2024 Giulia Louise Steigerwalt ha diretto l'adattamento cinematografico del libro, intitolato Diva Futura e candidato al Leone d'oro alla 81ª Mostra internazionale d'arte cinematografica di Venezia.

## Edizioni
- Debora Attanasio, Non dite alla mamma che faccio la segretaria - Memorie di una ragazza normale alla corte del re dell'hard, Sperling & Kupfer, 2013, ISBN 8820054671.
- Debora Attanasio, Diva Futura, Sonzogno, 2025, ISBN 9788845427206.